# 下佐々駅
下佐々駅（しもささえき）は、かつて和歌山県海草郡野上町（現・紀美野町）下佐々にあった野上電気鉄道野上線の駅。かつては棕櫚製品の積み出し駅として栄えた。
地元では下佐々を「しもさざ」、「さざ」と呼ぶことが多い。

## 歴史
- 1928年（昭和3年）3月29日：野上軽便鉄道（後の野上電気鉄道）が紀伊野上駅から路線を延伸すると同時に開業。
- 1994年（平成6年）4月1日：野上電気鉄道廃業による廃線のため廃駅。

## 駅構造
片面ホーム1面1線の地上駅であり、無人駅であった。

## 駅周辺
付近は山間の集落であるが、民家が多い。少し離れた西側を貴志川が流れ、その付近に消防署がある。かつては近隣に田伏医院があり、同医院の駐車場に野上電鉄モハ20形の27号が静態保存されている。なお、医院そのものは閉院したため現存しないが、保存車はそのまま残っている。
- 紀美野町消防本部
- 国道370号 - バイパス・現道（高野西街道）
- 大十バス「下佐々南」停留所 - 国道370号・バイパス沿い
- 紀美野町コミュニティバス（ふれあい号）「下佐々」停留所 - 国道370号・現道（高野西街道）沿い
- 貴志川

## 現況
駅や線路は廃線後、道路となったので当駅の面影はない。

## 隣の駅
野上電気鉄道
野上線
龍光寺前駅 - 下佐々駅 - 登山口駅